# Cmentarz żydowski w Pyrzycach
Cmentarz żydowski w Pyrzycach – kirkut został założony około 1735 roku. Mieścił się przy cmentarzu miejskim, przy obecnej ul. Basenowej. Nie są znane losy kirkutu w czasie II wojny światowej. Po 1969 cmentarz został zlikwidowany. Obecnie na jego miejscu nic się nie znajduje oprócz rosnących krzewów i drzew. W zaroślach można jeszcze znaleźć fragmenty nagrobków. Obok byłego cmentarza żydowskiego mieści się najnowsza część polskiego cmentarza (na terenie byłego niemieckiego cmentarza).